# Garança (tintura)

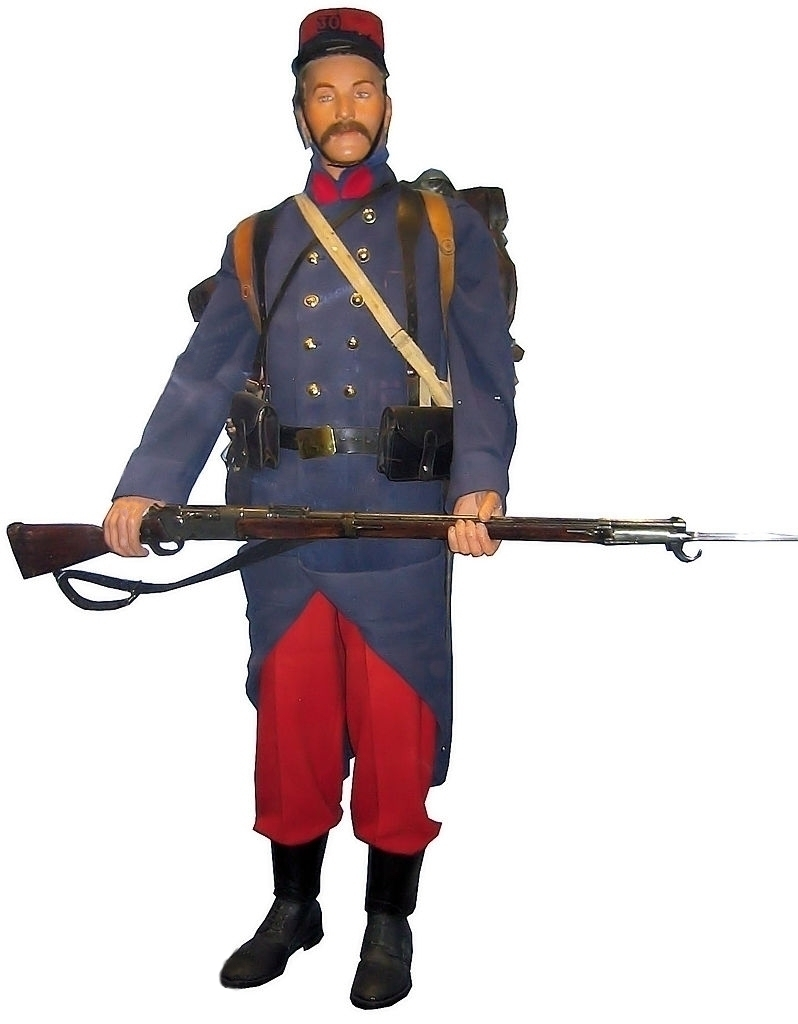
La infanteria metropolitana francesa va vestir de vermell boig del 1829 fins a la Primera Guerra Mundial: turbant (part cilíndrica) del quepis, colls, pantalons.

La color de garança és la d'una tintura vermella, extret de la roja, una planta de la família de les rubiàcies. La tonalitat de les laques de garança natural, és a dir no calcinada, varia del rosa pàl·lid al vermell sang intens; unes són més morades que les altres, segons el mètode de fabricació i la qualitat de les arrels de garança utilitzades. L'alitzarina, la principal substància colorant de la planta, es va sintetitzar industrialment a la fi del S. XIX. Produïda en quantitat, va fer baixar fortament els costos i va emmenar la desaparició del cultivament de la planta a França.
Era la tintura dels pantalons i quepis d'uniformes de la infanteria metropolitana de l'exèrcit francès fins al començ de la Primera Guerra Mundial. És especialment aquesta color, substituïda l'any 1914 per un blau gris pàl·lid menys visible, a la qual s'associa, a França, el mot garance.
Els mantells vermells dels soldats comuns de l'exèrcit britànic van ser tenyits amb roja del S. XVII segle fins al 1873 ; els oficials tenien vestits escarlata, més vius, tenyits de cotxinilla, molt més cars.

## Composició

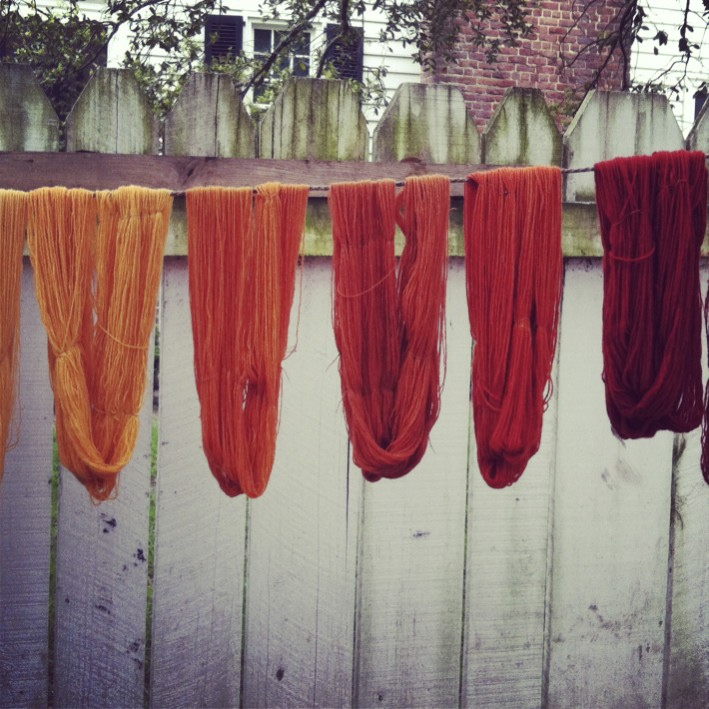
Fils tenyits amb garança natural.

La laca de garança vertadera (Color Index NR9), és un pigment vermell carmí transparent molt popular a l'oli i a l'aquarel·la, obtingut a partir de les arrels de la roja (Rubia tinctorium), conreada a Europa del S. XIII ençà. El trobem a la Mare de Déu i amb el nen Jesús entre Sant Pere i Sant Pau de Dirk Bouts el 1460.
Després d'assecar les arrels de Rubia tinctorium, es trituren en un molí per a obtenir una pasta o pols anomenada “garancina", que es transforma en pigment-laca per mordentatge.
El 1752, Francis Dixon va inventar un espessidor a Irlanda que va fer possible la impressió amb tinta vermella de garança. Aquesta color es va utilitzar com a color primària per al procés de quadricromia creat el 1725 per Jacob Christoph Le Blon.

## Matisos
Com tots els productes naturals, la tintura de garança no té una composició constant. A més de l'alitzarina, l'arrel de roja conté, en proporcions variables, purpurina i una quantitat d'altres materials colorants. La intensitat del tint varia, i algunes cultures donen més tons taronjats, mentre que altres donen colorants que tiren a carmí. El procediment emprat per al mordentatge amb alum i un llexiubàsic, més el més sovint extreta de cendres de fusta, afecta també el tint (PRV2).
Al S. XIX, Michel-Eugène Chevreul emprengué de comparar les colors entre si i amb les de l'espectre lluminós identificatdes en relació amb les línies de Fraunhofer. Ell indica: « La color escarlata, la més corrent, pertany al 3 vermell, i essent el to, la definirem 3 vermell 10. […] La color de garança, la més ordinària de l'uniforme de les tropes franceses, pertanyent al 3 vermell, 11 to, descolorida per 3÷10 de negre, la definirem […] 3 vermell 3÷10 11 to. Hi ha al Ministeri de la Guerra draps de roja de 23 ains (terme de manufactura amb el qual es designa un cert nombre de fils de l'ordit), que presenten el 13 to del 3 vermell que inclina al 4. Es pot calcular equivalents aproximatius per a aquestes avaluacions: 3 vermell 11 to 3÷10, 3 vermell 13 to 3÷10 . La garança essent, a l'època de Chevreul, una de les tintures principals, apareix innombrables vegades en passatges sobre combinacions i comparacions de colors.

## Història

### Tintura
Les recerques sobre perles de conquilla suggereixen que l'ús de rubiàcies per a l'obtenció d'una tintura vermella remunta a la Prehistòria, i més precisament a la cultura natufiana, seria doncs un dels pigments més antics de la humanitat. Coneguda pels grecs i romans a l'Antiguitat, la roja pren el nom de la seva color: Varantia que significa vermell vertader o veritable color va donar garança. Al segle XII, a França, es venia a la fira de Saint-Denis, prop de París les arrels de roja i els teixits tenyits amb aquesta planta. Al S. XII, aquests teixits eren venuts fins a Itàlia sota el nom de les ciutats d'origen, com escarlata de Caen i de Ieper a Flandes. Cap a mitjan S. XVI, els flamencs i els holandesos n'esdevingueren els únics productors, fins a la introducció de la planta en diversos altres països europeus, a Alsàcia i a Avinyó (Occitània) al S. XVIII, mentre que la tintura d'Orient adquiria la més gran reputació. L'arrel de roja en brut es venia amb el nom d'alizari.
El 1823, Kuhlmann va isolar el producte colorant de l'arrel de la planta; l'any 1835, Robiquet i Colin obtingueren aquest producte a partir de la tintura i el van anomenar alitzarina; el 1868 Graebe i Liebermann en van reeixir la síntesi. L'alitzarina apareix a l'índex de colors amb el número PR83. La producció industrial d'alitzarina va provocar l'enfonsament del conreu de la roja. El 1872, els plantadors francesos encara produïen 23.000 tones de roja, més de la meitat de la producció mundial. L'any 1878, en van produir amb prou feines 500 tones, mentre que la producció d'alitzarina sintètica equivalia ja a 30.000 tones de roja.
La laca d'alitzarina és la versió sintètica de la laca de garança. Tot i que no es considera permanent, encara apareix al catàleg de comerciants de colors per a artistes. Els substituts (imitacions) es produeixen a partir de pigments sintètics (PR171, PR177, PR179, PR187, PR264), que són més sòlids i s'anomenen de manera diversa laca de garança (rosa, fosca, carmesí), vermell/rosa de garança, alitzarina carmesí/carmesí d'alitzarina o garança d'alitzarina. Trobem doncs laca de garança rosa dorada i garança bruna.

### Pantalons garança
Els usos de la guerra exigeixen de fa temps que l'uniforme fos preciós perquè el soldat se senti al seu avantatge i de colors vives perquè es destaqui del seu enemic al camp de batalla on el fum de la pólvora dificulta el reconeixement dels uniformes. Els regiments, després els exèrcits nacionals, van adoptar una color específica: drap emblanquit amb guix per a França, blau per a Alemanya, vermell per a Gran Bretanya. Després de la Revolució Francesa, l'uniforme d'infanteria francesa es va tornar blau, però els forniments d'indigo restaven massa dependents de l'estranger, especialment d'Anglaterra.
El 20 de juliol del 1829, una ordenança de Carles X reemplaça els pantalons bleu reial. El rei de França va imposar aquesta color per a rellançar la cultivació de la roja. El turbant del quepis i els colls de la jaqueta també són de color vermell boig.
La visibilitat dels soldats esdevé en un problema després que Paul Vieille inventà la pólvora sense fum el 1884. A la primeria de S. XX els exèrcits dels països europeus van abandonar les colors vives per matisos que es fonen amb el paisatge: caqui per als soldats britànics (color que portava l'exèrcit indi de mitjans del segle XIX ençà), gris-verd per als soldats alemanys, italians i russos, gris-blau per als soldats austrohongaresos. L'estat major francès tan sols va poder imposar un canvi de color a la infanteria colonial. A la Cambra dels Diputats, l'antic ministre de la Guerra Eugène Étienne va declarar el 1911: « Eliminar els pantalons vermells ? Mai! Els pantalons vermells són França. » Pierre Miquel escriu que « el drap de l'exèrcit tenyit de blau i de garança alimentaven les poderoses indústries tèxtils del sud.» . A l'inici de la Primera Guerra Mundial, l'any 1915, després de pèrdues considerables en les accions ofensives de l'exèrcit, l'uniforme d'infanteria esdevingué un blau-gris que ràpidament s'anomenaria blau horitzó.
Irònicament, és la indústria química alemanya que fabrica la tintura vermella garança de l'uniforme d'infanteria francesa. La producció d'alitzarina per síntesi va provocar la ruïna dels productors francesos. L'adhesió del públic als pantalons garança, i la poca d'eficàcia retòrica de les qüestions tècniques expliquen per què les autoritats i la premsa no especificaran mai que un símbol del patriotisme és adornat amb colors de les fàbriques alemanyes Badische Anilin und Soda Fabrik.